# 경찰 특공대 목록
다음은 나라별 경찰 특수부대의 목록이다. 'ㄱ'에서 'ㅎ'까지 한국어의 자음 기준 내림차순으로 정리하였다.

## 아메리카

### 미국
- 특수화기전술조(SWAT)(지역경찰 및 FBI)
- 연방수사국 인질구조대(FBI-HRT)

### 브라질
- BOPE (헌병/경찰 특수부대)

## 아시아

### 대한민국
- 경찰특공대(K-SWAT, SOU) 2018년경 변경됨, 경찰청 산하
- 해양경찰특공대 (SSAT), 해양경찰청 산하
- 대한민국 군사경찰 특수임무대

### 일본
- 각 도도부현 경찰본부 
  - 경비국
    - 특수급습부대(SAT)
    - 총기대책부대

  - 특수사건조사계(特殊事件捜査係), 형사부 조사 제1과 산하.
  - 원발특별경비부대, 원자력 발전소가 있는 도도부현 경찰본부 기동대 산하
- 돌입구조반, 지바현 경찰본부 형사부 산하.
- 해상보안청
  - 특수경비대
  - 특별경비대

### 중화민국
- 내정부 경정서 
  - 웨이안 특근대(維安特勤隊, NPA SOG), 내정부 경정서 보안경찰 제1총대 산하.
  - 제폭특근대(除暴特勤隊, CIB-STU) - 내정부 경정서 형사경찰국 산하.
- 벽력소조(霹靂小組), 각 시정부 산하 경찰국.
- 해순특근대(海巡特勤隊), 해양위원회 해순서 산하.
- 헌병특근대(憲兵特勤隊), 중화민국 헌병지휘부 산하.

### 중화인민공화국
- 공안부
  - 특경총대(特警總隊), 상하이시 공안국 산하
  - 반공포화특경총대(反恐怖和特警總隊), 베이징시 공안국 산하
  - 특경지대(特警支隊), 광저우시 공안국 산하
- 사법부
  - 특경대(特警隊), 광둥성 잉더 감옥 산하
  - 특경대(特警隊), 쓰촨성 야안 감옥 산하
- 중국 인민무장경찰부대
  - 무장내위부대
    - 산지반공특종작전지대(山地反恐特種作戰支隊), 신장 위구르 자치구총대 산하

  - 무장기동부대
    - 보라매돌격대(獵鷹突擊隊), 제1기동총대 특종작전 제1지대
    - 설표돌격대(雪豹突擊隊), 제2기동총대 특종작전 제1지대
- 특별행동조(特別行動組), 마카오 특별행정구정부 치안경찰국
- 홍콩 경무처
  - 특별임무중대(特別任務連, SDU), 경찰기동부대총부 산하
  - 특별전술소대(特別戰術小隊, STC), 경찰기동부대총부 산하
  - 반공특근대(反恐特勤隊, CTRU), 반공포활동 및 내부보안조 산하
  - 비행장특경조(機場特警組, ASU), 비행장경구 산하
  - 근종지원대(跟蹤支援隊, SSU), 형사정보과 산하
  - 해사긴급응변소조(海事緊急應變小組, MERT) 소정분구
- 홍콩 징교서(懲教)
  - 징교긴급응변대(懲教緊急應變隊, CERT)
  - 구성응변대(區域應變隊, RRT)

## 유럽

### 독일
- 연방경찰 제9국경경비대(GSG-9)

### 프랑스
- GIGN

## 오세아니아

### 뉴질랜드
- Armed Offenders Squad, 뉴질랜드 경찰청 산하
- Special Tactics Group, 뉴질랜드 경찰청 산하

## 중동

### 이스라엘
- Yamam

## 같이 보기
- 공수부대 목록
- 특수부대 목록
- 대테러부대 목록
- SWAT